# Teresa Claramunt
Teresa Claramunt i Creus (Sabadell, 4 juni 1862 - Barcelona, 11 april 1931) was een Catalaans Spaanse anarchiste. Ze werkte in de textiel en was de oprichtster van een anarchistische groep in Sabadell. Deze groep was op de ideeën van Fernando Tarrida de Mármol geïnspireerd. Zij namen in 1883 deel aan een staking van zeven weken, waarbij een 10-urige werkdag geëist werd. In oktober 1884 was Teresa Claramunt een van de oprichters van de Secció Vària de Treballadores Anarco-collectivistes de Sabadell en acht jaar later, in 1892, was zij samen met Ángela Lopez de Ayala en Amàlia Domingo verantwoordelijk voor de eerste Spaanse feministische vereniging, de Sociedad Autónoma de Mujeres de Barcelona
In 1893 werd Teresa Claramunt na een bomexplosie in het Gran Teatre del Liceu in Barcelona gearresteerd. Ze werd een tweede maal gearresteerd in het Proces van Montjuïc in 1896. Hierbij werd ze zo zwaar mishandeld, dat ze er voor de rest van haar leven last van had. Ondanks dat ze niet veroordeeld werd, werd ze gedwongen om tot 1898 in Engeland te verblijven. Na deze periode stichtte ze in 1901 het tijdschrift La Productor en nam ze actief deel aan de sociale eisen aan het begin van de 20e eeuw. Teresa Claramunt leverde ook een bijdrage aan de tijdschriften La Tramuntana en La Revista Blanca en leidde de krant El Rebelde in 1907 en 1908.
In 1902 nam Claramunt deel aan de algemene staking uit dat jaar, alsmede aan solidariteitsbetogingen met stakers uit de metaalindustrie. Ze werd in augustus 1909 opnieuw gearresteerd na de gebeurtenissen van de Tragische Week. Vervolgens werd ze naar Zaragoza gestuurd, waar ze lokale vakbonden hielp om het lidmaatschap van de anarchosyndicalistische CNT een impuls te geven. Ook nam ze deel aan de algemene staking van 1911, wat weer leidde tot gevangenschap. Na de aanslag op kardinaal Juan Soldevilla y Romero op 4 juni 1923 te Zaragoza, deed de politie een huiszoeking bij Teresa Claramunt, op zoek naar bewijs dat zij achter de aanslag zou zitten. Ze was toen al zeer ziek. In 1924 keerde ze terug naar Barcelona, maar haar progressieve verlamming zorgde ervoor dat zij steeds meer afstand moest nemen van haar publieke activiteiten.